# Eucereon colombiae
Eucereon colombiae là một loài bướm đêm thuộc phân họ Arctiinae, họ Erebidae.